# مايكل روبرتس (مؤرخ)
مايكل روبرتس (بالإنجليزية: Michael Roberts)‏ (و. 1908 – 1997 م) هو مؤرخ، وسياسي، ومترجم بريطاني، كان عضوًا في الأكاديمية الملكية السويدية للعلوم، توفي عن عمر يناهز 89 عاماً.

## مناصب
تولى منصب نائب عن الجمعية البرلمانية لمجلس أوروبا ‏ (22 يناير 1973–1 يناير 1975)
.

## جوائز
حصل على جوائز منها:

زميل الأكاديمية البريطانية